# Paracercion barbatum
Paracercion barbatum là một loài chuồn chuồn kim trong họ Coenagrionidae.
Paracercion barbatum được Needham miêu tả khoa học năm 1930.